# Giovanni Tria

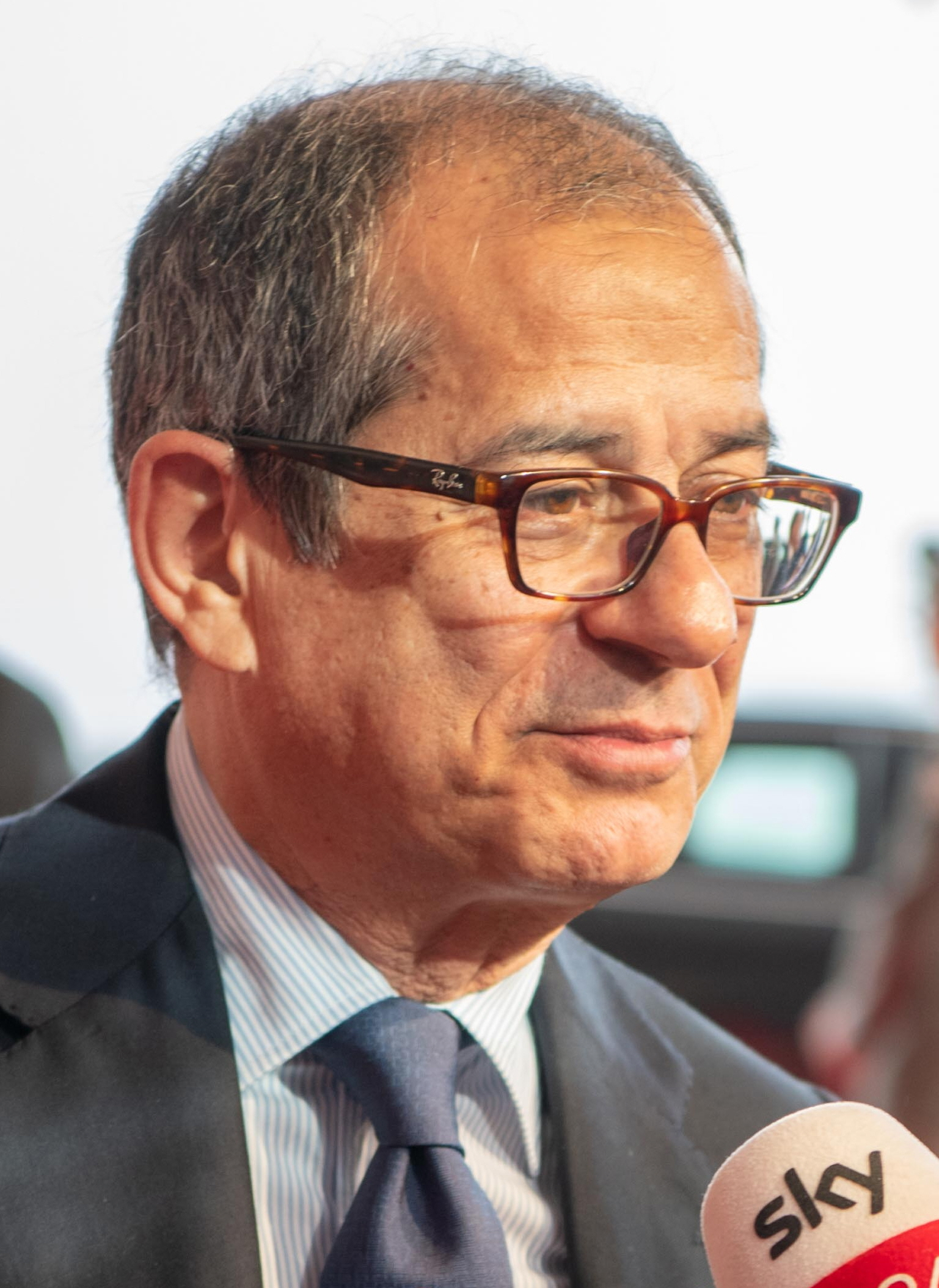
Giovanni Tria (2018)

Giovanni Tria (* 28. September 1948 in Rom) ist ein italienischer Ökonom, Jurist und Universitätsprofessor.
Er war von Juni 2018 bis September 2019 parteiloser Minister für Wirtschaft und Finanzen im Kabinett Conte I.

## Biographie
Giovanni Tria studierte bis 1971 Rechtswissenschaften an der Universität La Sapienza und war anschließend Professor für Volkswirtschaftslehre, Makroökonomie sowie Geschichte des wirtschaftlichen Denkens an der Universität Perugia und der Universität Rom I. Er ist derzeit Ordentlicher Professor für Politische Ökonomie an der Römischen Universität Tor Vergata, seit 2017 auch Dekan der dortigen Wirtschaftsfakultät.
Zu seinen weiteren Berufserfahrungen zählen u. a. die Tätigkeit als Co-Direktor des Masterstudiengangs Entwicklungsökonomie und Internationale Zusammenarbeit an seiner Universität. Außerdem war Tria dort auch Direktor des Zentrums für Wirtschaft und Internationale Studien (CEIS). Bei der OECD war er Mitglied der „Expertengruppe für Innovationsstrategie der OECD“ und stellvertretender Vorsitzender des früheren Ausschusses für Informations-, Computer- und Kommunikationspolitik (ICCP). Weiterhin war er Mitglied im Board of Directors der Internationalen Arbeitsorganisation (ILO) war sowie Präsident der staatlichen Scuola Nazionale dell’Amministrazione.
Er gilt nicht als Befürworter eines Euro-Austritts von Italien. Wenige Tage nach dem Amtsantritt des Kabinetts Conte I äußerte er, ein Euro-Austritt komme nicht in Frage. Als Wirtschaftsminister sei es seine Pflicht, dafür zu sorgen, dass Italiens Zugehörigkeit im Euro unstrittig sei.